# Lista das princesas de Conti
No Antigo Regime, os Príncipes de Conti era um ramo cadete da Casa de Bourbon e, por isso, eram Príncipes de Sangue. Os chefes desse ramo usavam o título de Príncipe de Conti.

## Princesas de Conti (1581-1814)
| Nome                                                            | Imagem                    | Nascimento             | Casamento                                              | Morte                             |
| --------------------------------------------------------------- | ------------------------- | ---------------------- | ------------------------------------------------------ | --------------------------------- |
| Joana de Coesme 17 de dezembro de 1581 – 26 de dezembro de 1601 | Joana de Coesme           | 1555                   | Francisco de Bourbon 17 de dezembro de 1581 1 filho    | 26 de dezembro de 1601 (41 anos)  |
| Luísa Margarida 24 de julho de 1605 – 30 de abril de 1631       | Luísa Margarida de Lorena | 1588                   | Francisco de Bourbon 24 de julho de 1605 2 filhos      | 30 de abril de 1631 (43 anos)     |
| Ana Maria 21 de fevereiro de 1654 – 21 de fevereiro de 1666     | Ana Maria Martonozzi      | 1637                   | Armando de Bourbon 21 de fevereiro de 1654 3 filhos    | 4 de fevereiro de 1672 (35 anos)  |
| Maria Ana 16 de janeiro de 1680 – 9 de novembro de 1685         | Maria Ana de Bourbon      | 2 de outubro de 1666   | Luís Armando I 16 de janeiro de 1680 Sem filhos        | 3 de maio de 1739 (72 anos)       |
| Maria Teresa 22 de janeiro de 1688 – 9 de fevereiro de 1709     | Maria Teresa de Bourbon   | 1 de fevereiro de 1666 | Francisco Luís 22 de janeiro de 1688 3 filhos          | 22 de fevereiro de 1732 (66 anos) |
| Luísa Isabel 9 de julho de 1713 – 27 de maio de 1775            | Luísa Isabel de Bourbon   | 22 de novembro de 1693 | Luís Armando II 9 de julho de 1713 2 filhos            | 27 de maio de 1775 (81 anos)      |
| Luísa Diana 22 de janeiro de 1732 – 26 de setembro de 1736      | Luísa Diana               | 27 de junho de 1716    | Luís Francisco I 22 de janeiro de 1732 1 filho         | 26 de setembro de 1736 (20 anos)  |
| Maria Fortunata 2 de agosto de 1776 – 21 de setembro de 1803    | Maria Fortunata d'Este    | 24 de novembro de 1731 | Luís Francisco José 27 de fevereiro de 1759 Sem filhos | 21 de setembro de 1803 (71 anos)  |